# Maison située 1 rue Istarska à Zaječar
La aison située 1 rue Istarska à Zaječar (en serbe cyrillique : Грађанска кућа у Ул. Истарској 1 у Зајечару ; en serbe latin : Građanska kuća u Ul. Istarskoj 1 u Zaječaru) se trouve à Zaječar et dans le district de Zaječar, en Serbie. Elle est inscrite sur la liste des monuments culturels protégés de la République de Serbie (identifiant no SK 999),.

## Présentation
La maison, construite en 1933, est située à l'angle des rues Istarska et Jakšićeva et s'inscrit dans l'alignement de ces deux rues.
Elle se compose d'un simple rez-de-chaussée avec une entrée sur la rue Istarska ; toutes les pièces principales du bâtiment donnent sur les rues ; les façades sont dotées de grandes fenêtres. Ces façades et leur décor plastique sont en pierre artificielle ; la clôture de la cour et le portail d'entrée sont en fer forgé et encadrés de piliers massifs en pierre.
La maison témoigne de l'évolution de l'architecture urbaine dans la ville de Zaječar.